# Список футбольных стадионов Узбекистана
Ниже представлен список футбольных стадионов Узбекистана, отсортированных по вместимости. В списке указаны стадионы вмещающие не менее 3000 зрителей. В списке могут быть небольшие неточности во вместимости и названиях стадионов.

## Более 30 000
| # | Фото | Название   | Вместимость | Местоположение | Домашняя команда                | Примечания                                                 |
| - | ---- | ---------- | ----------- | -------------- | ------------------------------- | ---------------------------------------------------------- |
| 1 |      | «Пахтакор» | 35 000      | Ташкент        | «Пахтакор», сборная Узбекистана | Открыт в 1956 году. До 2008 года вмещал 55 тысяч зрителей. |
| 2 |      | «Миллий»   | 34 000      | Ташкент        | «Бунёдкор», сборная Узбекистана | Открыт в 2012 году.                                        |

## От 20 000 до 30 000
| # | Фото | Название       | Вместимость | Местоположение | Домашняя команда | Примечания |
| - | ---- | -------------- | ----------- | -------------- | ---------------- | --- |
| 3 |      | «Касансай»     | 30 000      | Касансай       | «Касансай»       | Построен в советское время. Точная дата постройки стадиона неизвестна.                                          |
| 4 |      | «Наманган»     | 28 500      | Наманган       | «Навбахор»       | Построен в советское время. Точная дата постройки стадиона неизвестна. До реконструкции вмещал 33 000 зрителей. |
| 5 |      | «Металлург»    | 28 500      | Бекабад        | «Металлург»      | Открыт в 2012 году.                                                                                             |
| 6 |      | «Бухара Арена» | 22 700      | Бухара         | «Бухара»         | Открыт в 2002 году.                                                                                             |
| 7 |      | «Истиклол»     | 20 000      | Фергана        | «Нефтчи»         | Открыт в 2015 году.                                                                                             |

## От 10 000 до 19 000
| #  | Фото | Название                        | Вместимость | Местоположение | Домашняя команда                   | Примечания |
| -- | ---- | ------------------------------- | ----------- | -------------- | ---------------------------------- | --- |
| 8  |      | «Соглом Авлод»                  | 18 300      | Андижан        | «Андижан»                          | Открыт в 2006 году.                                                                                            |
| 9  |      | «Марказий»                      | 16 000      | Карши          | «Насаф»                            | Открыт в 2006 году. До реконструкции вмещал 33 000 зрителей. В 2011 году на стадионе проходил финал Кубка АФК. |
| 10 |      | «Ёшлик-Камолот»                 | 15 000      | Ташкент        | «НБУ-Азия»                         | Открыт в 2000 году.                                                                                            |
| 11 |      | «Насаф»                         | 15 000      | Карши          | «Насаф»(мол.)                      | Открыт в 1975 году.                                                                                            |
| 12 |      | «Фергана»                       | 14 500      | Фергана        | «Нефтчи»(мол.)                     | Открыт в 1932 году.                                                                                            |
| 13 |      | «Динамо»                        | 13 800      | Самарканд      | «Динамо»                           | Открыт в 1963 году. До реконструкции вмещал 16 000 зрителей.                                                   |
| 14 |      | «Хорезм»                        | 13 500      | Ургенч         | «Хорезм» «Хорезм»(мол.) «Ургенч»   | Открыт в 1983 году. До реконструкции вмещал 20 000 зрителей.                                                   |
| 15 |      | «Олимпия»                       | 12 500      | Самарканд      | «Регистан» «Шердор» «Динамо»(мол.) | Открыт в 1989 году.                                                                                            |
| 16 |      | «Гулистан»                      | 12 500      | Гулистан       | «Гулистан»                         | Точная дата постройки стадиона неизвестна.                                                                     |
| 17 |      | «Алмалык»                       | 12 000      | Алмалык        | «Алмалык» «Алмалык»(мол.)          | |
| 18 |      | «Согдиана»                      | 11 600      | Джизак         | «Согдиана» «Согдиана»(мол.)        | Открыт в 2012 году.                                                                                            |
| 19 |      | «Металлург»                     | 11 000      | Алмалык        | «Алмалык» (мол.)                   | Открыт в 1960 году.                                                                                            |
| 20 |      | «Стадион имени Бахрома Вафоева» | 10 000      | Мубарек        | «Машъал»                           | Точная дата постройки стадиона неизвестна.                                                                     |
| 21 |      | «Коканд»                        | 10 000      | Коканд         | «Коканд 1912»                      | Точная дата постройки стадиона неизвестна.                                                                     |
| 22 |      | «Согдиана»                      | 10 000      | Навои          | «Зарафшан»                         | Точная дата постройки стадиона неизвестна.                                                                     |
| 23 |      | «Навруз»                        | 10 000      | Андижан        | «Андижан» (мол.)                   | Точная дата постройки стадиона неизвестна.                                                                     |

## От 6000 до 9000
| #  | Фото | Название                  | Вместимость | Местоположение | Домашняя команда                   | Примечания                                 |
| -- | ---- | ------------------------- | ----------- | -------------- | ---------------------------------- | ------------------------------------------ |
| 24 |      | «Туран»                   | 9500        | Нукус          | «Арал»                             | Точная дата постройки стадиона неизвестна. |
| 25 |      | «Джар»                    | 9000        | Ташкент        | Иногда: «Бунёдкор» сб.Узбекистана  | Открыт в 1998 году.                        |
| 26 |      | «Стадион имени Г.Олимова» | 8000        | Шахрихан       | «Раш-Милк»                         | Точная дата постройки стадиона неизвестна. |
| 27 |      | «Локомотив»               | 8000        | Ташкент        | «Локомотив»                        | Открыт в 2012 году.                        |
| 28 |      | «Хива»                    | 8000        | Хива           | «Хива»                             | Точная дата постройки стадиона неизвестна. |
| 29 |      | «Маргилан»                | 7500        | Маргилан       | «Атласчи»                          | Точная дата постройки стадиона неизвестна. |
| 30 |      | «Гузар»                   | 7000        | Гузар          | «Шуртан» «Шуртан» (мол.)           | Точная дата постройки стадиона неизвестна. |
| 31 |      | «Уз-Донг-Жу»              | 7000        | Андижан        | «Уз-Донг-Жу»                       | Точная дата постройки стадиона неизвестна. |
| 32 |      | «Нефтчи»                  | 6500        | Фергана        | «Нефтчи» (мол.)                    | Точная дата постройки стадиона неизвестна. |
| 33 |      | «Стадион ТашЖИИ»          | 6000        | Ташкент        | «Локомотив БФК» «Локомотив» (мол.) | Точная дата постройки стадиона неизвестна. |

## От 3000 до 5000
| #  | Фото | Название                           | Вместимость | Местоположение | Домашняя команда | Примечания                                 |
| -- | ---- | ---------------------------------- | ----------- | -------------- | ---------------- | ------------------------------------------ |
| 34 |      | «Стадион имени Олимджона Акбарова» | 5000        | Яйпан          | «Мехнат»         | Точная дата постройки стадиона неизвестна. |
| 35 |      | «Галляарал»                        | 5000        | Галляарал      | «Галлакор»       | Точная дата постройки стадиона неизвестна. |
| 36 |      | «Дустлик»                          | 5000        | Каттакурган    | «Шердор»         | Открыт в 1990 году.                        |
| 37 |      | «Прогресс»                         | 5000        | Зарафшан       | «Кызылкум»       | Точная дата постройки стадиона неизвестна. |
| 38 |      | «Заамин»                           | 4000        | Заамин         | «Заамин»         | Точная дата постройки стадиона неизвестна. |
| 39 |      | «Умид»                             | 3000        | Бухара         | «Бухара» (мол.)  | Точная дата постройки стадиона неизвестна. |
| 40 |      | «Стадион имени Амира Темура»       | 3000        | Шурчи          | «Шурчи-Лочин»    | Точная дата постройки стадиона неизвестна. |

## Снесённые
| Фото | Название  | Вместимость | Местоположение | Домашняя команда | Примечания |
| ---- | --------- | ----------- | -------------- | ---------------- | --- |
|      | «МХСК»    | 16 500      | Ташкент        | МХСК             | Был открыт в 1986 году. Был домашним стадионом «МХСК». На данном стадионе проходили некоторые матчи юношеского чемпионата Азии в 2008 году. Снесён в феврале 2009 года. На его месте возведён стадион "Бунёдкор", который был открыт в 2012 году. |
|      | «Трактор» | 6500        | Ташкент        | «Трактор»        | Был построен в советские годы. Был снесён в 2009 году и на его месте возведён стадион «Локомотив», который был открыт в 2012 году. |